# Urbano Monti
Urbano Monti o Monte (Milano, 16 agosto 1544 – Milano, 15 maggio 1613) è stato un geografo e cartografo italiano.

## Biografia
Era figlio naturale di Giovanni Battista Monti, appartenente a una famiglia agiata (la stessa che avrebbe dato i natali al cardinale Cesare Monti), e di tal Angela de Menclozzi, e crebbe nella zona parrocchiale di Santo Stefano in Borgogna. Viene descritto come un uomo molto acculturato, mite e timorato, che rifuggì le cariche pubbliche, occupandosi dei suoi studi, dell'amministrazione dei suoi beni e di opere caritatevoli. A trentacinque anni si sposò con la diciottenne Margarita Niguarda; dalla moglie, alla quale fu molto legato, ebbe cinque figli e una figlia (il maggiore dei quali, dissoluto e spendaccione, gli causò non pochi problemi che si trascinarono anche dopo la sua morte, risultando in beghe sull'eredità con i fratelli). Al decesso, avvenuto nel 1613, venne sepolto nella chiesa di Santa Maria dei Servi. 

### Opere

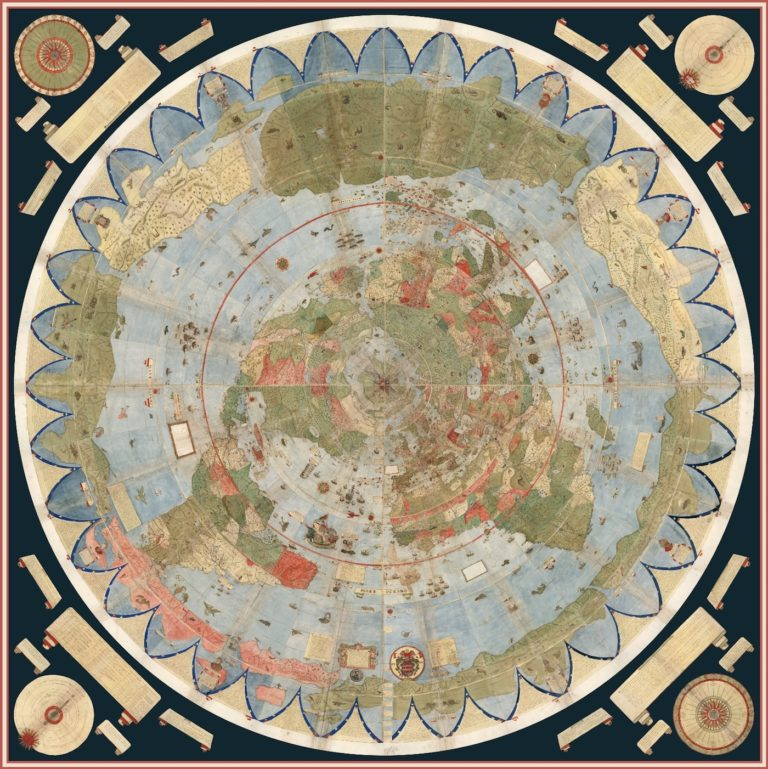
Il planisfero di Monti composto

Una delle sue prime opere è Delle cose più notabili successe nella città di Milano, una cronaca della storia di Milano in quattro volumi di cui sopravvivono poche copie, probabilmente non intesa per il pubblico dato che è limitata principalmente agli eventi di interesse per la famiglia Monti; nel quarto volume di tale opera descrive in dettaglio il viaggio della prima delegazione giapponese che visitò l'Europa, che Monti incontrò personalmente presso la corte milanese. Da questo incontro Monti trasse le informazioni necessarie per pubblicare la carta geografica Descrittione e sito del Giapone, includente molte informazioni in più rispetto alle cartine reperibili all'epoca.
Il suo capolavoro, che lo impegnò per diversi anni e che pubblicò nel 1590, è il trattato geografico intitolato Trattato universale. Descrittione et sito de tutta la Terra sin qui conosciuta, importante non tanto per il contenuto descrittivo (simile a quello di altre opere analoghe dell'epoca), quanto per il titanico planisfero circolare in essa incluso, suddiviso in sessanta tavole assemblabili e riccamente dettagliato e decorato. Il planisfero utilizza una proiezione azimutale, con il Polo Nord come punto centrale e l'Antartide distribuito nell'anello esterno, una caratteristica molto insolita per l'epoca (si usava infatti quella di Mercatore); quest'opera, tuttavia, a causa della mole monumentale (da cui derivavano una grande quantità di lavoro e di aggiornamenti necessari e un costo economico considerevole) non venne mai pubblicata su vasta scala e rimase virtualmente sconosciuta fino all'epoca moderna. 
Di questo trattato sopravvivono tre copie: una è custodita nel fondo Valentini della biblioteca del seminario arcivescovile di Milano (a Venegono Inferiore), e una versione identica è stata acquistata da David Rumsey, un collezionista privato, ad un'asta londinese a fine degli anni 1980; la terza, successiva alle altre di parecchi anni, è di proprietà della Biblioteca Ambrosiana; in quest'ultima copia Monti modificò la proiezione in modo che, assemblata, non risultasse più rotonda ma quadrilobata, probabilmente per ridurre la distorsione delle terre al di sotto dell'equatore. 
La copia di proprietà del Seminario di Milano ha visto l'edizione a stampa delle sessanta mappe nel 1994 a cura dell'editore lecchese Periplo, e una prima copia completa di tutto il manoscritto su CD-ROM è stata curata dall'editore Novantiqua Multimedia, sempre di Lecco, nel 1996. La copia di Rumsey del planisfero è stata digitalizzata e assemblata a fine 2017 da un gruppo del David Rumsey Map Center (un centro operante presso l'Università di Stanford fondato dallo stesso Rumsey, che vi ha donato tutta la sua ampia collezione di mappe); la cartina risultante dall'unione di tutte le tavole è un quadrato di circa 275 centimetri per lato.